# Seznam kosovskih politikov
Seznam kosovskih politikov.

## A
- Lumir Abdixhiku
- Arban Abrashi
- Behadin Ahmeti
- Shpend Ahmeti
- Predrag Ajtić
- Stanoje Akšić
- Binak Alia
- Fejzi Bej Alizoti
- Zoran Anđelković
- Azem Azemi
- Hysamedin Azemi

## B
- Qazim Bajgora
- Hykmete Bajrami
- Sejdo Bajramović
- Mahmut Bakalli
- (Muharrem Bekteshi)
- Hasan Berisha (Hasan Bej Prishtina)
- Kolë Berisha
- Rustem Berisha
- Besnik Bislimi
- Isa Boletini
- Ljubomir Neđo Borković
- Flora Brovina
- Bujar Bukoshi

## C
- Predrag Cuckić?
- (Bajram Curri)

## Č
- Boško Čakić
- Gani Çavdarbashi
- Agim Çeku
- Hajrulla Çeku
- Rasim Çerkezi
- Vlora Çitaku

## Ć
- Živojin - Srdja Čurčić

## D
- Nexhat Daci
- Fikrim Damka
- Refki Dauti
- Gjergj Dedaj
- Adem Demaçi (1936-2018)
- Afrim Deva
- Velli Deva
- (Xhafer Deva: kosovskega rodu v Albaniji in emigraciji)
- Drita Dobroshi
- Xhevdet Doda (nar. heroj)
- Svetislav Dolašević
- Emin Duraku

## F
- Aslan Fazlija
- Halil Fejzulahu - Srećko

## G
- Nazim Gafurri dhe Stak
- Alush Gashi
- Rexhep Gashi
- (Shefqet) Nebih Gashi
- Ukë Gashi
- Jusuf Gërvalla
- Donika Gërvalla-Schwarz
- Riza Bej Gjakova (Riza Kryeziu)
- Adem Grabovci
- Branislav Grbić

## H
- (Enver Hadri)
- Rozeta Hajdari
- Xhavit Haliti
- Bedri Hamza
- Xhevdet Hamza
- Daut Haradinaj
- Ramush Haradinaj
- Sinan Hasani
- Albulena Haxhiu
- Lutfi Haziri
- Avdullah Hoti
- Dhurata Hoxha
- Fadil Hoxha
- Hajredin Hoxha
- Hysen Hoxha
- Mehmet Hoxha
- Mustafa Hoxha
- Enver Hoxhaj
- Naser Husaj
- Skënder Hyseni

## I
- Iljaz Iljazi
- Reshad Isa
- Oliver Ivanović

## J
- Aleksandar Jablanović
- Atifete Jahjaga
- Daut Jashanica
- Adem Jashari
- Kaqusha Jashari
- Shefqet Jashari
- Dalibor Jevtić
- Vukašin Jovanović
- Pavle Jovićević

## K
- Salih Kabashi
- Hysen Kajdomçaj
- Lirije Kajtazi
- Ali Kelmendi
- Bajram Kelmendi
- Jusuf Kelmendi
- Nesti Kerenxhi
- Enis Kervan
- Remzi Kolgeci
- Glauk Konjufca
- Bajram Kosumi
- Jakup Krasniqi
- Memli Krasniqi
- Rexhep Krasniqi
- Ceno Kryeziu
- Gani Kryeziu
- Hasan Kryeziu
- Riza Kryeziu (bej Gjakova)
- Said Kryeziu
- Ilaz Kurteshi
- Albin Kurti

## L
- Fatmir Limaj
- Blažo Ljutica

## M
- Ragib Mahmuti
- Mehmet Maliqi
- Naim Maloku
- Armend Mehaj
- Mark Mirdita
- Rexhep Mitrovica? -
- Rrahman Morina
- Dušan Mugoša - Duć (alb. Sali Murat)
- Gazmend Muhaxheri
- Ali Mula
- Hekuran Murati
- Hasim Mustafa
- Isa Mustafa
- Mušerefa Mustafa
- Namzi Mustafa

## N
- Arbërie Nagavci
- Bogoljub Nedeljković
- Radovan Ničić
- Elmani/Elhami? Nimani
- Fadil Nimani
- Xhavit Nimani - "Patrija"

## O
- Bahri Oruçi
- Vjosa Osmani

## P
- Behgjet (Isa) Pacolli
- Zahir Pajaziti
- Đoka (Djordjije) Pajković
- Katarina Patrnogić
- Jovan Pečenović
- Bedri Pejani (Thaçi)
- Borislav Pelević
- Slobodan Petrović
- Mustafa Pljakić
- Miladin Popović (alb."Alija" Popoviq)
- Hasan Prishtina (Hasan Berisha)
- Kadri Prishtina (hoxha)
- Ymer Prizreni
- Ymer Pula

## Q
- Rexhep Qosja
- Anton Quni

## R
- Milan Radoičić
- Blažo Radonjić
- Artemije Radosavljević (pravoslavni škof)
- Goran Rakić
- Agim Ramadani
- Ilaz Ahmet Ramajli
- Nenad Rašić
- Emilija Redžepi (Rexhepi)
- Fidan Rekaliu
- Bajram Rexhepi
- Hashim Rexepi
- Dušan Ristić
- Artane Rizvanolli
- Ibrahim Rugova
- Safeta Rugova

## S
- Ismet Saqiri
- Ramiz Sadiku
- Adem Salihaj
- Riza Sapunxhiu
- Fatmir Sejdiu
- Bajram Selani
- Bajram Selimi
- Petrit Selimi
- Rexep Selimi
- Xhelal Sfeçla
- Blerim Shala
- Kujtim Shala
- Ismet Shaqiri
- Kolë Shiroka
- Mehmet Shoshi
- Nikolla Shkreli
- Ali Shukria (Shukriu)
- Müfera Şinik
- (Xhafer Spahiu : kosovskega rodu v Albaniji)
- Nexhmedin Spahiu (politolog)
- Sadik Stavileci
- Hivzi Sylejmani
- Sherafedin Sylejmani
- Rexhai Surroi
- Veton Surroi
- Xelal Sveçla
- (Goran Svilanović)

## Š
- Branislav Škembarević
- Jovo Šotra

## T
- (Jorgovanka Tabaković)
- Abelard Tahiri
- Besnik Tahiri
- Bedri Pejani (Thaçi)
- Hashim Thaçi
- Momčilo Trajković
- Rada Trajković

## V
- Ilija Vakić
- Dragan Velić
- Agim Veliu
- Kadri Veseli
- Azem Vllasi
- Asim Vokshi
- Ramadan Vraniqi
- Bor(k)o Vukmirović Crni

## Y
- Mahir Yağcılar

## Z
- Jusuf Zejnullahu
- Haxhi Zeka